# Juan Francisco Casas
Juan Francisco Casas (* 21. September 1976 in Jaén) ist ein spanischer Maler. Casas malt großflächige Gemälde mit Kugelschreibern sowie Ölgemälde. Als Vorlage für die Gemälde dienen Fotografien. Die Gemälde von Juan Francisco Casas wurden in diversen Einzelausstellungen und Kunstmessen unter anderem in Chicago, Miami, Palm Beach, Mexiko-Stadt, Bogotá, Palma de Mallorca, Rom und Granada gezeigt.